# Nesozineus giesberti
Nesozineus giesberti är en skalbaggsart som beskrevs av Maria Helena M. Galileo och Martins 2007. Nesozineus giesberti ingår i släktet Nesozineus och familjen långhorningar.
Artens utbredningsområde är Panama. Inga underarter finns listade i Catalogue of Life.